# Bisaltia

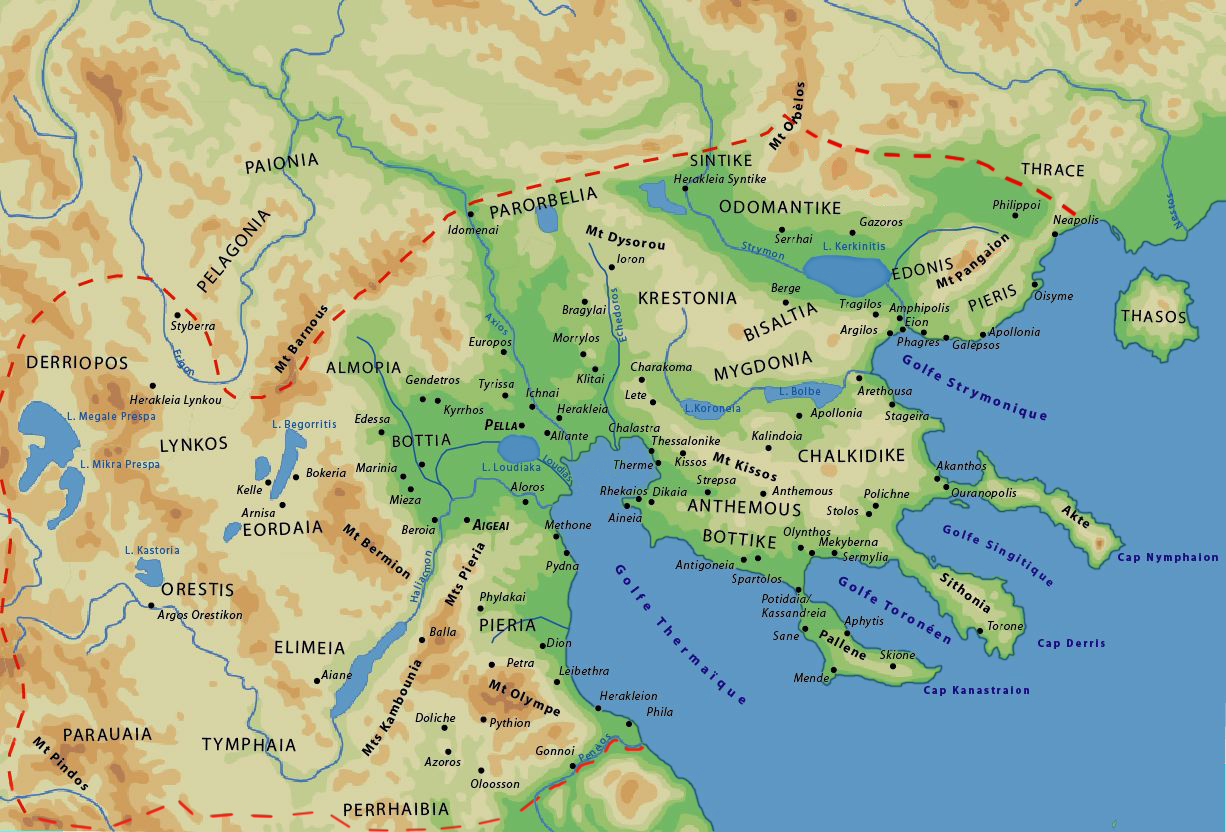
Makedonisches Königreich

Bisaltia (griechisch Βισαλτία) oder Bisaltica war ein antiker Distrikt in Makedonien. Hier lag ursprünglich das Königreich der thrakischen Bisalter. Der Name der modernen Gemeinde Visaltia leitet sich von der antiken Benennung ab.
Bisaltia lag westlich des Strymon und des Kerkinitis-Sees. Im Südosten grenzte es an den Strymonischen Golf, im Süden an Mygdonia und im Westen an Krestonia. Der Strymon trennte Bisaltia im Norden von Sintike, im Nordosten von Odomantis, im Osten von Edonis und im Südosten von Pieris. Bekannte Städte in dem Distrikt sind Argilos, Berge, Brea, Ossa, Kerdylion, Tragilos, Arrolos, Euporia und Kalliterai. Die Lage des erwähnten Flusses Bisaltes ist unbekannt.
Bisaltia soll ursprünglich von dem mythischen König Rhesos beherrscht worden sein. 655/654 gründete Paros die Kolonie Argilos. Als Xerxes I. 480 v. Chr. mit seinem Heer durchzog, floh der König der Bisalter in die Rhodopen. Sein sechs Söhne folgten jedoch Xerxes I. in den Krieg, wofür der König seinen Söhnen die Augen ausstechen ließ. Nach den Perserkriegen eroberte der makedonische König Alexander I. Bisaltia. Im 5. Jahrhundert v. Chr. gründeten die Thasier Berge und Athen gründete 446/445 v. Chr. Brea. Bei der Aufteilung Makedoniens 167 v. Chr. durch die Römer in vier Kantone wurde Bisaltia dem ersten Kanton zugeordnet.